# قوچ امام
قوچ امام (ساوه)، روستایی از توابع بخش مرکزی شهرستان ساوه در استان مرکزی ایران است.

## جمعیت
این روستا در دهستان نورعلی بیک قرار دارد و براساس سرشماری مرکز آمار ایران در سال ۱۳۸۵، جمعیت آن ۱۱۶ نفر (۳۰خانوار) بوده است.